# مارك ديفيدسون
مارك ديفيدسون (بالإنجليزية: Mark Davidson)‏ هو لاعب كرة قاعدة أمريكي، ولد في 15 فبراير 1961 في نوكسفيل في الولايات المتحدة.

## وصلات خارجية
- مارك ديفيدسون على موقعبيزبول رفرنس.كوم (الدوري الرئيسي) (الإنجليزية)
- مارك ديفيدسون على موقعبيزبول رفرنس.كوم (الدوري الثانوي) (الإنجليزية)
- مارك ديفيدسون على موقع مشجعي الرسوم البيانية (الإنجليزية)